# 235 Carolina
235 Carolina è un asteroide della fascia principale del diametro medio di circa 57,58 km. Scoperto nel 1883, presenta un'orbita caratterizzata da un semiasse maggiore pari a 2,8825303 UA e da un'eccentricità di 0,0599919, inclinata di 9,02704° rispetto all'eclittica.
Il suo nome è dedicato all'isola Carolina (nello Stato di Kiribati, da non confondere con le isole Caroline), un atollo disabitato situato a pochissima distanza dalla linea di cambiamento di data, anche detta Isola del Millennio. Il Palisa visitò l'atollo il 6 maggio 1883 per studiare l'eclissi solare che vi ricorreva nella sua fase di totalità.